# Cerva
Cerva är en ort och kommun i provinsen Catanzaro i regionen Kalabrien i Italien. Kommunen hade 1 180 invånare (2018).